# 1974 no cinema

## Principais filmes produzidos
- Alice Doesn't Live Here Anymore, de Martin Scorsese, com Ellen Burstyn, Harvey Keitel e Diane Ladd
- Alice in den Städten, de Wim Wenders
- Angst essen Seele auf, de Rainer Werner Fassbinder
- Blazing Saddles, de e com Mel Brooks e com Gene Wilder e Madeline Kahn
- Bring Me the Head of Alfredo Garcia, de Sam Peckinpah, com Warren Oates e Kris Kristofferson
- Chinatown, de Roman Polanski, com Jack Nicholson, Faye Dunaway e John Huston
- Contes immoraux, de Walerian Borowczyk, com Paloma Picasso
- Daisy Miller, de Peter Bogdanovich, com Cybill Shepherd e Cloris Leachman
- Delitto d'amore, de Luigi Comencini, com Giuliano Gemma e Stefania Sandrelli
- Earthquake, de Mark Robson, com Charlton Heston, Ava Gardner e Walter Matthau
- Emmanuelle, de Just Jeackin, com Sylvia Kristel
- Le fantôme de la liberté, de Luis Buñuel, com Michel Piccoli e Monica Vitti
- Il fiore delle mille e una notte, de Pier Paolo Pasolini
- Fontane - Effi Briest, de Rainer Werner Fassbinder, com Hanna Schygulla
- Gruppo di famiglia in un interno, de Luchino Visconti, com Burt Lancaster, Hemut Berger e Silvana Mangano
- Inserts, de John Byrum, com Richard Dreyfuss, Jessica Harper e Bob Hoskins
- Jeder für sich und Gott gegen alle, de Werner Herzog
- Lancelot du Lac, de Robert Bresson
- Lenny, de Bob Fosse, com Dustin Hoffman
- Murder on the Orient Express, de Sidney Lumet, com Albert Finney, Lauren Bacall, Ingrid Bergman e Sean Connery
- Il portiere di notte, de Liliana Cavani, com Dirk Bogarde e Charlotte Rampling
- Les valseuses, de Bertrand Blier, com Gérard Depardieu, Patrick Dewaere e Jeanne Moreau
- A Very Natural Thing, de Christopher Larkin, com Robert Joel
- A Woman Under the Influence, de Johnsavetes, com Peter Falk e Gena Rowlands
- Herbie Rides Again, de Robert Stevenson, com Ken Berry, Helen Hayes e Stefanie Powers

## Nascimentos
| Data            | Nome                   | Profissão | Nacionalidade  | Observações | Ref |
| --------------- | ---------------------- | --------- | -------------- | ----------- | --- |
| 30 de janeiro   | Christian Bale         | ator      | Reino Unido    |             |     |
| 9 de fevereiro  | Amber Valletta         | atriz     | Estados Unidos |             |     |
| 10 de fevereiro | Elizabeth Banks        | atriz     | Estados Unidos |             |     |
| 16 de fevereiro | Mahershala Ali         | ator      | Estados Unidos |             |     |
| 17 de fevereiro | Jerry O'Connell        | ator      | Estados Unidos |             |     |
| 18 de fevereiro | Nadine Labaki          | atriz     | Líbano         |             |     |
| 28 de abril     | Penélope Cruz          | atriz     | Espanha        |             |     |
| 21 de maio      | Maria Fernanda Cândido | atriz     | Brasil         |             |     |
| 21 de maio      | Fairuza Balk           | atriz     | Estados Unidos |             |     |
| 28 de maio      | Romain Duris           | ator      | França         |             |     |
| 5 de julho      | Kim Byung-chul         | ator      | Coreia do Sul  |             |     |
| 15 de agosto    | Natasha Henstridge     | atriz     | Canadá         |             |     |
| 20 de agosto    | Amy Adams              | atriz     | Estados Unidos |             |     |
| 24 de agosto    | Jennifer Lien          | atriz     | Estados Unidos |             |     |
| 6 de outubro    | Alexis Georgoulis      | ator      | Grécia         |             |     |
| 17 de outubro   | Matthew Macfadyen      | ator      | Reino Unido    |             |     |
| 28 de outubro   | Joaquin Phoenix        | ator      | Estados Unidos |             |     |
| 11 de novembro  | Leonardo DiCaprio      | ator      | Estados Unidos |             |     |
| 12 de novembro  | Lourdes Benedicto      | atriz     | Estados Unidos |             |     |
| 17 de dezembro  | Sarah Paulson          | atriz     | Estados Unidos |             |     |

## Mortes
| Data           | Nome             | Profissão             | Nacionalidade            | Observações | Ref |
| -------------- | ---------------- | --------------------- | ------------------------ | ----------- | --- |
| 31 de janeiro  | Samuel Goldwyn   | produtor              | Estados Unidos           | n. 1879     |     |
| 18 de abril    | Marcel Pagnol    | dramaturgo e cineasta | França                   | n. 1895     |     |
| 24 de abril    | Bud Abbott       | ator                  | Estados Unidos           | n. 1895     |     |
| 30 de abril    | Agnes Moorehead  | atriz                 | Estados Unidos           | n. 1900     |     |
| 21 de setembro | Walter Brennan   | ator                  | Estados Unidos           | n. 1894     |     |
| 13 de novembro | Vittorio De Sica | cineasta              | Itália                   | n. 1901     |     |
| 5 de dezembro  | Pietro Germi     | cineasta              | Itália                   | n. 1914     |     |
| 15 de dezembro | Anatole Litvak   | cineasta              | Ucrânia / Estados Unidos | n. 1902     |     |